# ムルデカ大会
ムルデカ大会（ムルデカたいかい、英: Merdeka Tournament）は、マレーシアで開催されている国際サッカートーナメント大会。ムルデカとはマレー語で「独立」の意味。マレーシアが独立した1957年に第1回大会がムルデカ・スタジアムで開催され、1988年までは毎年開催された。

## エピソード
1960年に東京オリンピックへ向けての強化の為、日本代表コーチに就任したデットマール・クラマーコーチの指導で、徐々に日本の実力が向上し、1963年の第7回ムルデカ大会で、総当たり戦の開幕戦でマレーシアを4－3、第2戦でタイを4－1、第3戦で南ベトナムを5－1で破り、3連勝。第4戦韓国戦で1－1で引き分け、最終戦台湾戦では0－2で敗れたものの3勝1分け1敗で準優勝を果たした。この大会で自信を付けた日本代表は翌年の東京オリンピックでベスト8入りを果たした。
当時、マレーシアでは、マレーシアサッカー協会の会長を当代のマレーシアの首相が務めるのが通例で、ラーマン首相がマレーシアサッカー協会会長だった。第7回大会中にラーマン会長が主催したパーティーで、長沼健日本代表監督と岡野俊一郎コーチ兼クラマー通訳が、記念品の鎧兜をラーマン会長に手渡した所、ラーマン会長は涙を浮かべて、長沼らの手を中々放そうとしなかった。長沼らは不思議に思い、自分たちの席に戻った時に、日本担当のマレーシア協会役員にその理由を尋ねた。すると、役員は次のような裏話を語った。「大会の実行委員会で招待チームを決める際、日本はあご足つきで呼んでも弱いし(1959年のムルデカ大会初参加以来日本はほとんど勝てず、前回の1962年大会も1分け2敗だった)、観客動員も悪いから日本を呼ぶのは止めようという意見が大半だった。ところが、最後にラーマン会長が立ち上がり、『日本人は一度決心したら必ずやり遂げる民族だ。私の顔に免じてもう一度だけ呼んで欲しい』と力説した。会長の発言で、日本の招待を決めたら、日本は素晴らしいサッカーで連勝し、連日ムルデカスタジアムは超満員。だから、会長は感無量だった」。長沼らは非常に感激したという。

## 歴代大会結果
- 1957年  香港
- 1958年  マラヤ連邦
- 1959年  マラヤ連邦
- 1960年  マラヤ連邦、 韓国
- 1961年  インドネシア
- 1962年  インドネシア
- 1963年  中華民国
- 1964年  ビルマ
- 1965年  韓国、 中華民国
- 1966年  南ベトナム
- 1967年  韓国、 ビルマ
- 1968年  マレーシア
- 1969年  インドネシア
- 1970年  韓国
- 1971年  ビルマ
- 1972年  韓国
- 1973年  マレーシア
- 1974年  マレーシア
- 1975年  韓国
- 1976年  マレーシア
- 1977年  韓国
- 1978年  韓国
- 1979年  韓国、 マレーシア
- 1980年  モロッコ
- 1981年  イラク
- 1982年 サンタ・カタリーナ州選抜 ( ブラジル)
- 1983年 ブエノスアイレスXI ( アルゼンチン)
- 1984年  韓国
- 1985年  韓国
- 1986年  韓国
- 1987年  マレーシア
- 1988年  チェコスロバキアオリンピック代表
- 1989年 ハンブルガーSV ( 西ドイツ)
- 1991年 アドミラ・ヴァッカー ( オーストリア)
- 1993年  マレーシア
- 1995年  イラク
- 2000年  ニュージーランド
- 2001年  ウズベキスタン
- 2006年  ミャンマー
- 2007年  マレーシア
- 2008年  ベトナム
- 2013年  マレーシア